# Johanna Black
Johanna Black (* 20. November 1971 in Brampton, Ontario) ist eine kanadische Schauspielerin.

## Leben und Leistungen
Black debütierte an der Seite von Jennifer Beals im Fernsehthriller Lockruf des Todes aus dem Jahr 1993. Im Actionfilm The Contract – Ein tödlicher Auftrag (1998) spielte sie die Hauptrolle der Killerin Hannah, die gegen eine Verschwörung auf Regierungsebene kämpft und die Ermordung ihres Vaters rächt. Eine der größeren Rollen spielte sie neben Walter Matthau im Fernsehdrama Papas zweiter Frühling (1998). Eine größere Rolle spielte sie ebenfalls – an der Seite von Daryl Hannah, Jennifer Tilly, Bruce Greenwood und Vincent Gallo – im Thriller Hide and Seek aus dem Jahr 2000. Weitere bedeutende Rollen folgten in der Komödie The Deviants (2004) und im Horrorfilm Night of the Living Dead 2007 (2006).

## Filmografie (Auswahl)
- 1993: Lockruf des Todes (Night Owl)
- 1997: The Wrong Guy
- 1997: Plädoyer für einen Killer (Melanie Darrow)
- 1998: The Contract – Ein tödlicher Auftrag (The Contract)
- 1998: Papas zweiter Frühling (The Marriage Fool)
- 1998: Power Play (Fernsehserie)
- 1999–2000: The Famous Jett Jackson (Fernsehserie)
- 2000: Hide and Seek (Cord)
- 2004: Two and a Half Men: Season 1 Episode 13 als "Desiree Barrington"
- 2004: The Deviants
- 2006: Night of the Living Dead 2007 (Night of the Living Dead 3D)